# Caçapa (músico)
Rodrigo Costa Rodrigues Barbosa (Recife, 15 de outubro de 1975), mais conhecido como Caçapa, é um compositor, arranjador, produtor musical, violeiro e guitarrista de música popular brasileira.

## Carreira acadêmica
Entre 1989 e 1993, Rodrigo Caçapa estudou órgão eletrônico no Centro de Educação Musical, em Recife. Em 1993, prestou vestibular para o curso de Arquitetura e Urbanismo da UFPE. Em 1996, Rodrigo teve aulas de violão na extensão cultural da UFPE com o professor Henrique Annes, mesma época em que se transferiu para o curso de Licenciatura em Música no mesmo local. Junto do professor Carlos Sandroni, Caçapa é um dos fundadores do Núcleo de Etnomusicologia da UFPE.
Em 2008, Rodrigo Caçapa foi contemplado em um programa de bolsas da Funarte com o seu projeto "Coco-rojão e baião de viola - música instrumental para viola de arame na tradição popular do Nordeste". A primeira parte do projeto, um manual de construção das violas de modelo eletrodinâmico, já está disponível de forma gratuita na internet.
Na revista digital "Outros Críticos", Caçapa publicou três artigos de uma série denominada "Por uma discografia nordestina", tratando dos períodos de 1902 a 1919, 1920 a 1927, e 1927.

## Carreira musical
No fim da década de 1990, Rodrigo Caçapa participou como cantor, compositor, percussionista, violeiro e produtor musical do grupo Chão e Chinelo, com o qual fez turnês pelo Brasil e pela Europa e lançou o disco "Loa do Boi Meia Noite" em 1999. Em 2011, por meio de uma bolsa da Funarte, Rodrigo Caçapa lançou seu único disco solo, "Elefantes na Rua Nova". Esse álbum foi particularmente indicado pelo DJ recifense Vinícius Lezo, que destacou a combinação da tradição popular nordestina com "distorções, delays, entre outras 'modernidades'". No portal UOL, Ronaldo Evangelista o considerou um dos melhores do ano.
Em 2018, em parceria com Alessandra Leão e Missionário José, Caçapa produziu o disco "A noite hoje é maior", com obras do mestre Biu Roque.
Como arranjador e instrumentista, trabalhou em shows e gravações de disco de Alessandra Leão, Maciel Salú, Renata Rosa, Siba, Silvério Pessoa e Tiné, bem como dos conjuntos Eddie, Fuloresta, Nação Zumbi e Sá Grama. Em 2021, Caçapa foi músico convidado da apresentação do músico chileno Tomás González no 10º Ibermúsicas.

## Reconhecimento
Em 2008, Rodrigo Caçapa foi incluído como verbete do "Violeiros do Brasil", da pesquisadora Myriam Taubkin. Xico Sá destacou seu trabalho no disco "Carnaval Chanson", lançado pela banda Eddie em 2023.
O trabalho de Caçapa com a viola dinâmica tornou-se, em 2020, objeto de dissertação de mestrado do pesquisador Guilherme Jacobsen, na UFPE. No mesmo ano, o escritor Carlos Gomes publicou "O corpo em escuta: conversas sobre música-e-política", com entrevistas com diversos artistas, incluindo Caçapa, a partir do trabalho orientado pelo pesquisador Moacir dos Anjos.

## Discografia
- ”Loa do Boi Meia Noite” (Chão e Chinelo, 1999)
- "Elefantes na Rua Nova" (2011)
- "A noite hoje é maior" (com Alessandra Leão e Missionário José, 2018)